# IT.A.CÀ - Festival für nachhaltigen Tourismus
IT.A.CÀ Migranti e viaggiatori – Festival del Turismo Responsabile ist eine jährlich wiederkehrende Veranstaltungsreihe in Italien, die dem verantwortungsvollen und nachhaltigen Tourismus gewidmet ist. Es lädt dazu ein, die Orte und Kulturen des Landes auf verantwortungsbewusste Weise zu entdecken und einen Tourismus zu lancieren, der ethisch und respektvoll gegenüber der Natur und den Menschen ist, die dort leben.

## Entstehung
Das IT.A.CÀ-Festival entstand 2009 in Bologna auf Initiative dreier Vereine (ASD „Yoda“, Cospe Onlus und Nexus Emilia-Romagna) mit dem Ziel, den Tourismus in Italien nachhaltiger und verantwortungsvoller zu gestalten.
Die ersten Festivals wurden daher auch in der Region um Bologna durchgeführt, wo bis heute auch das Herz des Festivals ist. Andere Regionen Italiens griffen die Idee auf und zur 13. Ausgabe 2021 waren 25 verschiedene Etappen in 14 Regionen Italiens beteiligt. Diese fanden nacheinander von Mai bis November statt und gaben rund 700 nachhaltigen Initiativen aus Tourismus, Kultur und Natur die Möglichkeit, sich zu präsentieren. 
Die Ausgabe 2022 öffnete sich dann für die internationale Zusammenarbeit. Speziell mit der zuletzt hinzugekommenem IT.A.CÀ-Etappe (2019) in der Ogliastra in Sardinien hat das Festival zusammen mit der Gemeinde Lanusei und der Agentur für nachhaltigen Tourismus Sardaigne en liberté ein Projekt ins Leben gerufen, das auch diverse europäische Länder und Partner mit einbezieht.

## Werte und Mission
Der Name des Festivals IT.A.CÀ erinnert zum einen an die Insel Ithaka, Königreich des Odysseus, das er auf seinen Reisen erst über Irrwege wieder erreichte und als sein Zuhause betrachtete. Zum andere liegt eine tiefere Bewandtnis auch in der Redewendung im Bologneser Dialekt. „Bist du zu Hause?“ fördert einen ethischen und verantwortungsvollen Tourismus.
Durch Veranstaltungen wie Workshops, Konferenzen, sportliche Aktivitäten im Kontakt mit der Natur und Kultur des jeweiligen Ortes möchte IT.A.CÀ Institutionen, Gastgeber und Reisende, aber auch die gesamte Tourismusindustrie und Reiseveranstalter dazu bringen, über die Bedeutung eines nachhaltigen Tourismus für die Entwicklung eines Gebiets nachzudenken – auch im Hinblick auf die immer deutlicher werdenden Folgen der Klimakrise und die daraus resultierenden Ziele für nachhaltige Entwicklung der UN (Agenda 2030).
Mit dem Zusatz „Migranten und Reisende“ will das Festival IT.A.CÀ innovative und nachhaltige Beziehungen zwischen Einheimischen und Touristen schaffen, indem es das Verständnis für die Grundsätze des verantwortungsvollen Tourismus bei Reisenden, Unternehmen, Institutionen und Reiseveranstaltern fördert.
Es setzt sich außerdem für die Freiheit der Migration und das Recht, zu bleiben ein – letzteres besonders aus Sicht der Menschen, die an einem Ort bereits wohnen und leben. Insofern soll speziell dem „Übertourismus (Overtourism)“ eine starke Alternative entgegengehalten werden.

## Ausgaben des Festivals
- Ausgabe 13 – 2021: "Diritto di Respirare" (Das Recht, zu Atmen)
- Ausgabe 14 – 2022: "Habitat – Abitare il Futuro"
- Ausgabe 15 – 2023: "Tutta un'altra Storia"
- Ausgabe 16 – 2024: „Radici in Movimento“

## Anerkennungen
Im Jahr 2018 erhielt das Festival den UNWTO Award der Weltorganisation für Tourismus der Vereinten Nationen in der Kategorie “Nichtstaatliche Organisationen” für Exzellenz und Innovation im Tourismus. Seit 2022 steht IT.A.CÀ. unter der Schirmherrschaft des italienischen Kultusministers (Ministero della Cultura).